# Казе Тропеа (Трапани)
Казе Тропеа је насеље у Италији у округу Трапани, региону Сицилија.
Према процени из 2011. у насељу је живело 2 становника. Насеље се налази на надморској висини од 56 м.